# الأثر البيئي للغوص الترفيهي

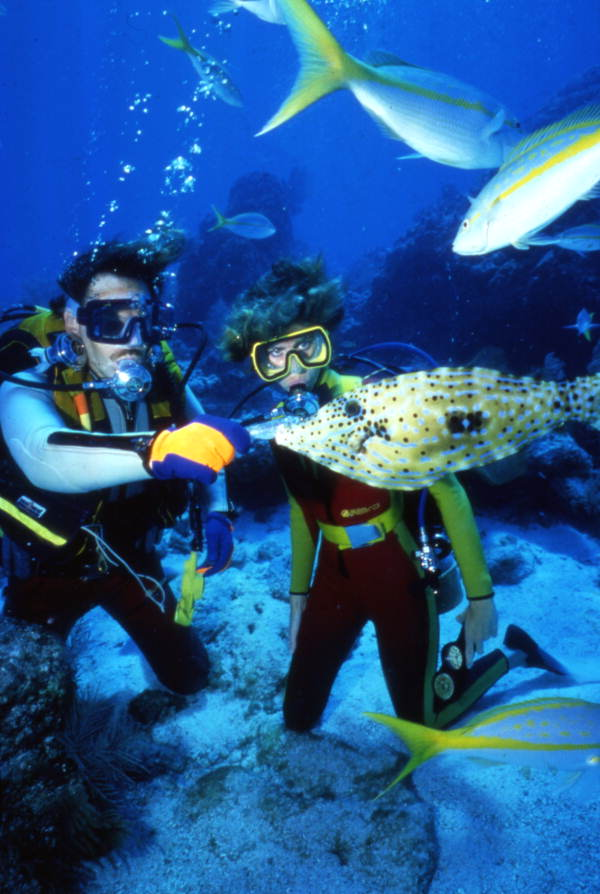
غواصو سكوبا راكعون على القاع بينما يطعمون سمكة الفيلفيش في شعاب جون بينيكامب المرجانية، فلوريدا

الأثر البيئي للغوص الترفيهي هو تأثيرات غوص سكوبا الترفيهي على البيئة تحت الماء، التي تعتبر غالبًا تأثيرات سياحة الغوص على البيئة البحرية. ليس من الغريب أن تعاني وجهات الغوص شديدة الازدحام من آثار سلبية مع وجود علامات واضحة على التأثيرات السلبية للغوص، ويعزى ذلك بدرجة كبيرة إلى عدم تدرب الغواصين على الكفاءة الكافية في المهارات المطلوبة للبيئة المحلية، وتوجيه قبل الغوص غير الملائم، أو عدم وجود فهم أساسي للتنوع البيولوجي والتوازن الدقيق للنظم البيئية المائية. قد توجد أيضًا تأثيرات إيجابية غير مباشرة، إذ تدرك المجتمعات المحلية أن البيئة في حالة جيدة أكثر من كونها متدهورة بسبب الاستخدام غير المناسب، وتحصل جهود الحفظ على دعم مجتمعات الغوص التي تعزز الوعي البيئي، وتعلم الغوص ذو التأثير المنخفض وأهمية احترام الحياة البحرية. توجد أيضًا شبكات عالمية لرصد الشعاب المرجانية تشمل غواصين محليين متطوعين يساعدون في جمع البيانات للرصد العلمي لأنظمة الشعاب المرجانية، والتي قد يكون لها في النهاية تأثير إيجابي على البيئة.
اعتبر غوص سكوبا الترفيهي في القرن العشرين ذو تأثير بيئي منخفض عمومًا، وكان بالتالي أحد الأنشطة المسموح بها في معظم المناطق البحرية المحمية. منذ سبعينيات القرن الماضي، تغير الغوص من كونه نشاط النخبة إلى ترفيه يسهل الوصول إليه، ويسوق إلى فئات واسعة من المجتمع. استُبدلت معدات أفضل بالمعدات القديمة لتدريب أكثر صرامة، وأدى تقليل المخاطر المتصورة إلى تقليل العديد من وكالات التدريب الحد الأدنى من متطلبات التدريب. ركز التدريب على المخاطر المقبولة على الغواص، وأولى اهتمامًا أقل بالبيئة. أدت الزيادة في شعبية الغوص ووصول السائحين إلى النظم البيئية الحساسة إلى الاعتراف بأن هذا النشاط يمكن أن يكون له عواقب بيئية كبيرة.
ازدادت شعبية غوص السكوبا في القرن الحادي والعشرين، ويتضح ذلك من عدد الرخص الصادرة في جميع أنحاء العالم، والتي زادت إلى نحو 23 مليون بحلول عام 2016 بمعدل مليون في السنة. تعد سياحة الغوص صناعة متنامية، ومن الضروري مراعاة الاستدامة البيئية فيها، إذ يمكن للتأثير المتزايد للغواصين أن يؤثر سلبًا على البيئة البحرية بعدة طرق. يعتمد التأثير أيضًا على البيئات المحددة؛ إذ تتضرر الشعاب المرجانية الاستوائية بسهولة أكبر بسبب قلة مهارات الغوص مقارنةً ببعض الشعاب المعتدلة، حيث تكون البيئة أكثر قوة ومرونة بسبب ظروف البحر الطبيعية القاسية وقلة الكائنات الحية الهشة بطيئة النمو. تجذب نفس الظروف البحرية اللطيفة التي تسمح بتطوير بيئات حساسة نسبيًا ومتنوعة للغاية عددًا أكبر من السياح، بما فيهم الغواصين غير الدائمين، اللذين يغوصون في الإجازات حصريًا، ولا يطورون مهارات للغوص بطريقة صديقة للبيئة. تختبر استراتيجيات مختلفة للإدارة البيئية، في محاولة لتحقيق توازن مستدام بين الحفظ والاستغلال التجاري.
يتطلب التجنب النشط للاحتكاك بالقاع حافزًا مناسبًا، ويتطلب التجنب الناجح كفاءة مناسبة. ثبت أن التدريب على الغوص منخفض التأثير فعال في تقليل احتكاك الغطس لدى الغواصين ذوي الدوافع المناسبة. يبدو أن الخبرة هي العامل الأكثر أهمية في تفسير سلوك الغواصين تحت الماء، يليها موقفهم تجاه الغوص والبيئة، ونوع شخصيتهم.

## البيئات المتأثرة
يمكن أن تتأثر جميع البيئات تحت الماء التي يتردد عليها الغواصون الترويحيون، ولكن يلاحظ أن التأثير يكون أكبر عند زيادة أعداد الغواصين كثيرًا أو عندما تتكون البيئة من كائنات هشة بطيئة النمو أو هياكل حساسة. وتعد الشعاب المرجانية الاستوائية والكهوف المغمورة ذات الترسيبات الهشة من الأمثلة الأكثر وضوحًا على ذلك. أجريت دراسات كثيرة نسبيًا حول الشعاب المرجانية الاستوائية إذ أدرك أنها تعاني من أعلى مستويات الضغط. تعتبر الشعاب المرجانية ذاتية الإصلاح نوعًا ما، وتتحمل الضرر الناجم عن أسباب غير بشرية، لذلك يمكن نظريًا تحقيق مستوى مقبول من التدهور الناجم عن الغواص المستمر، والذي يمكن أن يقابله معدل تجدد طبيعي. ولكن عندما تدمر الترسيبات تحت الماء، لا تتجدد مطلقًا ويظل الكهف مغمورًا بالمياه، ومكسورًا إلى الأبد، إذا قسنا الزمن بالنسبة لفترة حياة الإنسان. يعتبر التراث الثقافي المغمور بالمياه على شكل حطام ومواقع أثرية مهمة تاريخيًا معرضًا لأضرار لا يمكن إصلاحها أيضًا، لكنه يتدهور عادةً باستمرار على أي حال. يؤدي تأثير الغوص أساسًا إلى تسريع هذا الأمر الحتمي.
تختلف بيئات الشعاب البحرية شبه الاستوائية والمعتدلة والقطبية اختلافًا كبيرًا في قدرتها على التعافي من الضرر، واعتُبرت تاريخيًا أقل تأثرًا بالغوص، لذا تتوفر دراسات أقل حول أضرار الغوص واستعادة الشعاب المرجانية والقدرة الاستيعابية المستدامة فيها.

## أنواع التأثير

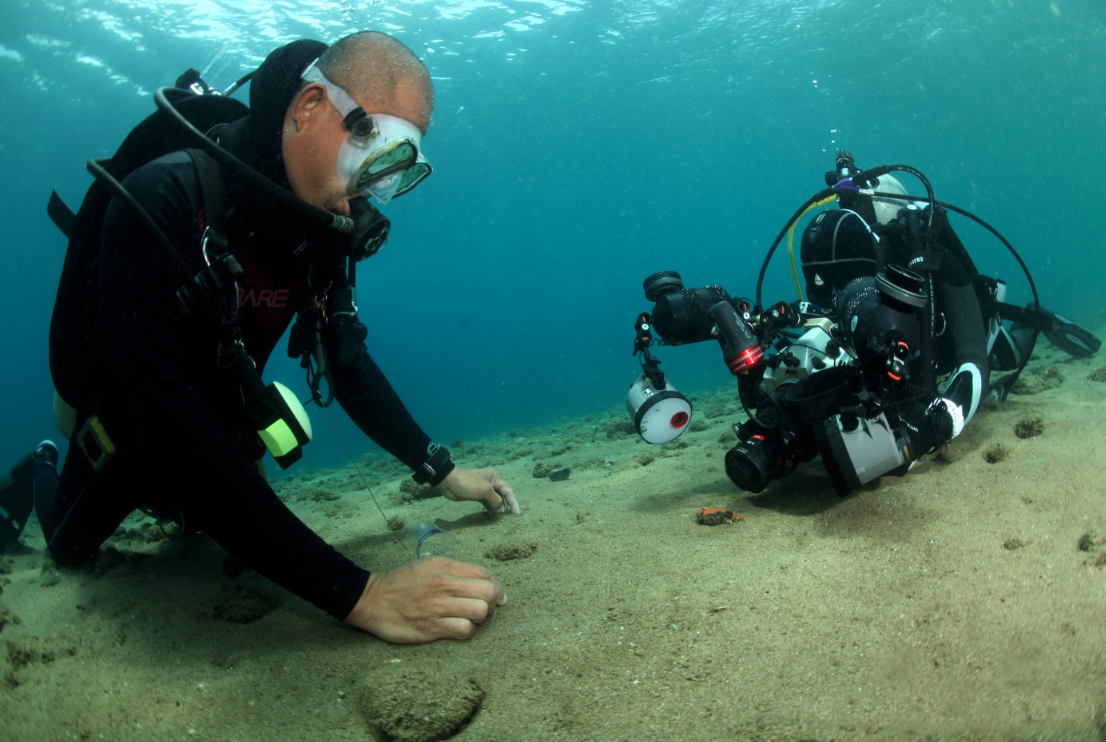
مصور ماكرو تحت الماء يستريح على القاع أثناء تكوين صورة

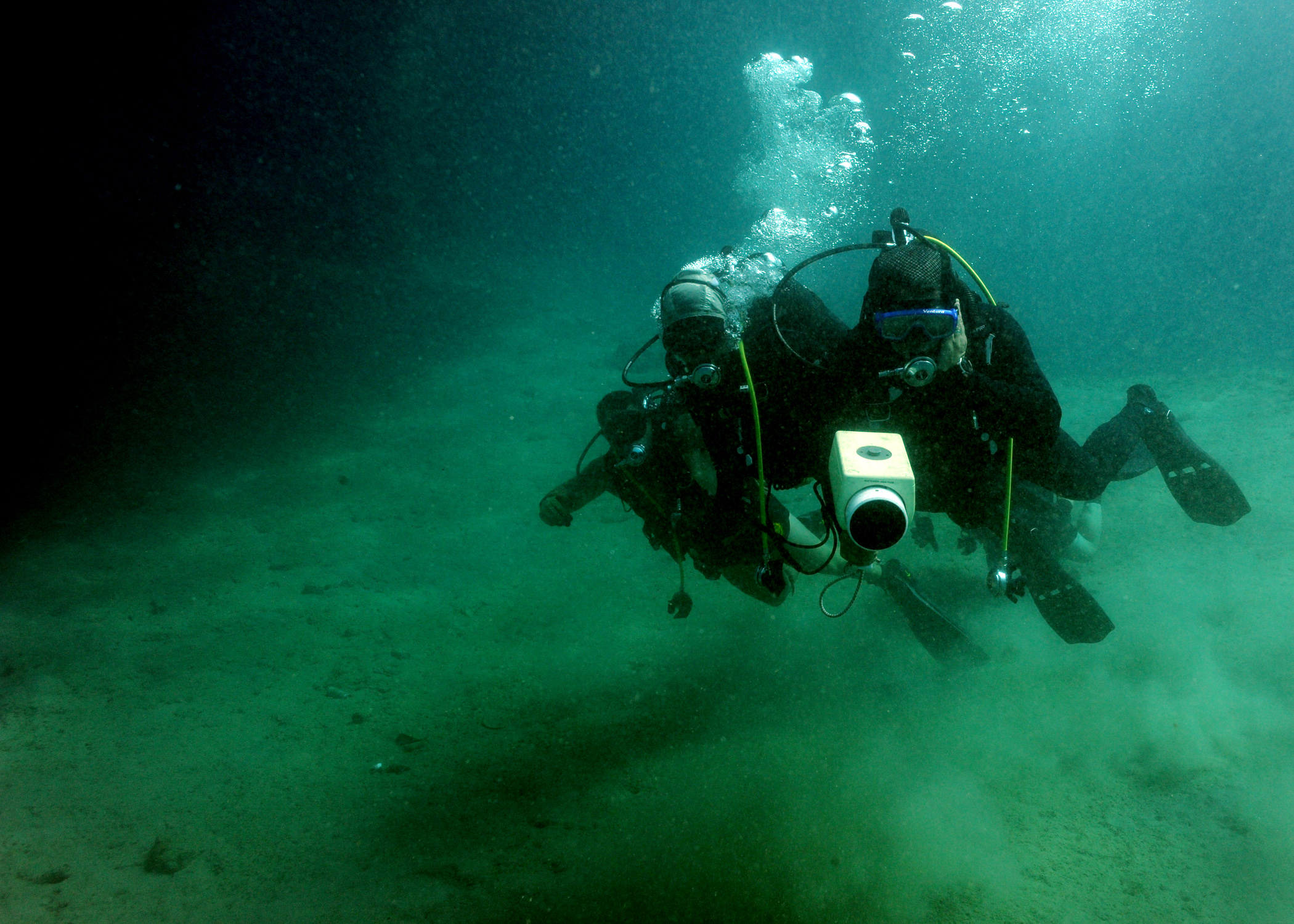
غواص يركل الرمال بالأمواج المتولدة من زعانف الغطس

أظهرت الأبحاث المتعلقة بآثار الغواصين على الشعاب المرجانية الاستوائية انخفاضًا في الغطاء المرجاني في المواقع المزدحمة بالغواصين وتغيرًا في بنية الشعاب المرجانية، مع هيمنة الشعاب المرجانية الأكثر مرونة وفقدان تنوع الأنواع بمرور الوقت. قد تكون هذه الشعاب أقل مقاومة لعوامل الإجهاد الأخرى مثل تفشي الأمراض والأضرار المناخية الشديدة.
توجد أدلة مقنعة على أن الشعاب المرجانية يمكن أن تتضرر وأن قيمة الميزة الاستجمامية لمواقع الغوص تتعرض للخطر بسبب الاستخدام السياحي سيئ التخطيط أو المفرط. تؤثر السياحة البحرية على مجتمعات الشعاب المرجانية بشكل مباشر نتيجةً للاضطرابات المتمثلة في الأضرار الهيكلية التي تلحق بالشعاب المرجانية، والقوارب المرتكزة على الشعاب المرجانية والأضرار الناجمة عن المراسي، وبشكل غير مباشر بسبب تغيير جودة المياه عن طريق زيادة المغذيات والتلوث بالمواد السامة ومياه الصرف وزيادة التعكر. يعتمد مستوى التحلل على شدة الاستخدام وتكراره ووقته ونوعه وعلى البيئة المحددة.
يشمل ضرر تأثير الغواصين على الشعاب المرجانية تكسير هياكل الأنواع المتفرعة، وتآكل الأنسجة، وقد يؤدي إلى الإصابة بأمراض المرجان وانخفاض عام في تغطية المرجان الصلب على الشعاب المرجانية. يمكن أن تقلل الأنشطة المرتبطة بالغوص أيضًا من قدرة الشعاب المرجانية على مقاومة عوامل اجهاد الشعاب المرجانية مثل تغير المناخ وأحداث التبييض.
تسبب الغواصون الترويحيون غالبًا في آثار بيئية سلبية في بعض مواقع الشعاب المرجانية الاستوائية المغمورة، نتيجةً لتأثيرات غير مقصودة على الشعاب المرجانية الحية ما تسبب في أضرار مادية بمعدل أسرع من معدل التعويض عن طريق التجدد الطبيعي. يتمثل أحد التحديات المشتركة للسياسة والإدارة المحلية في تعظيم فوائد السياحة مع تقليل التدهور البيئي إلى مستويات مستدامة طويلة الأجل.
لوحظ في بيئة «الغوص في الوحل» ذات القاع الناعم، أن التصوير يسبب اضطرابات بيئية أكبر من التأثيرات الناتجة عن تجربة الغوص أو مستوى الرخصة أو الجنس أو العمر. يحتك الغواصون غالبًا مع الركيزة ذات الرواسب اللينة أكثر من ذات الشعاب المرجانية، لكن يسببون الضرر البيئي نفسه. إذ يميل الغواصون إلى لمس الحيوانات بشكل متكرر عند مراقبة حيوانات القاع المستخفية أو تصويرها، ويقضون ما يصل إلى خمس مرات أطول في التفاعل عند استخدام الكاميرات الرقمية ذات العدسة الأحادية العاكسة (دي إس إل آر). لم تحدد الآثار طويلة المدى لهذا السلوك على الحيوانات القاعية المستخفية وموائل الرواسب اللينة.